# グンデ・スヴァン
グンデ・スヴァン（Gunde Anders Svan、1962年1月12日 - ）はスウェーデン、ダーラナ県ヴァンスブロー市Dala-Järna出身の元クロスカントリースキー選手で1980年代から1990年代初頭にかけてクロスカントリースキー強国スウェーデンの中心選手として国際大会で活躍した。冬季オリンピックで通算4つの金メダルを獲得している。引退後は国際スキー連盟の委員を務めている。

## プロフィール
1982年ノルディックスキー世界選手権に初出場、15kmフリーで13位となった。1982-1983シーズンからクロスカントリースキー・ワールドカップに本格参戦、総合2位となった。
22歳で出場したサラエボオリンピックでは15kmとリレーで金メダル、50kmで銀メダル、30kmで銅メダルと4種目すべてでメダルを獲得する活躍を見せた。このシーズンのワールドカップでは総合優勝を達成、同年Svenska Dagbladet Gold Medalを授与された。
1985年ノルディックスキー世界選手権でも30kmと50kmの2冠、リレーでも銅メダルを獲得した。ワールドカップ総合2連覇も達成、この年のホルメンコーレン・メダルを受章した（同時受章アネッテ・ボーエ、ペール・ベルゲルード）。
1985-1986シーズンにワールドカップ総合3連覇を達成、1987年ノルディックスキー世界選手権のリレーで金メダルを獲得した。
1988年自身2度目のカルガリーオリンピックでは30km10位、15km13位に終わったがリレーと50kmでは金メダルを獲得した。ワールドカップでは4度目の総合優勝を達成した。
1989年ノルディックスキー世界選手権では15km、リレー、50kmの3冠、ワールドカップでは2年連続5度目の総合優勝を達成、また1991年ノルディックスキー世界選手権30kmで金、15kmと50kmで銀メダルを獲得したが、このシーズン終了後29歳で現役を引退した。
その後自動車競技に転じ、ラリークロスの1995年ヨーロッパ選手権で3位となった。
2007-2008シーズンからスウェーデンナショナルチーム監督に就任。2010年バンクーバーオリンピックを目前に同職を辞任した。
ワールドカップ総合優勝5回、通算30勝（2位11回、3位5回）はいずれもビョルン・ダーリに次いで歴代2位（2011年シーズン終了時点）。